# Pálido fuego
Pálido fuego (título original en inglés, Pale Fire) es una novela escrita por Vladímir Nabokov y publicada en 1962. La novela se presenta como un poema de 999 versos titulado "Pálido Fuego", escrito por el ficticio John Shade, con un preámbulo y un amplio comentario por un vecino y colega académico del poeta, Charles Kinbote. Juntos, estos elementos forman una narración en la que ambos autores son personajes centrales. Pálido Fuego ha suscitado una gran variedad de interpretaciones y un amplio cuento de crítica escrita, que Pekka Tammi calculó en 1995 en más de ochenta estudios. La autoridad en Nabokov Brian Boyd la consideró "la más perfecta novela de Nabokov", y el crítico Harold Bloom consideró que era "la demostración más segura de su propio genio... ese notable tour de force". Fue clasificada como número 53 en la lista de las 100 mejores novelas de la Modern Library y como número 1 en la Los grandes éxitos del siglo XX: 100 libros de ficción en inglés de Larry McCaffery.

## Estructura de la novela
Comenzando por el índice, Pale Fire parece como la publicación de un poema de 999 versos en cuatro cantos ("Pálido Fuego") por el ficticio John Shade con un Prólogo, amplio Comentario, y un Índice de su auto-elegido editor, Charles Kinbote. El comentario de Kinbote asume la forma de notas de varios versos numerados del poema. Aquí y en el resto de su aparato crítico, Kinbote explica sorprendentemente poco el poema. En lugar de ello se centra en sus propias preocupaciones, divulga lo que resulta ser la trama poco a poco, parte de lo cual puede relacionarse siguiendo muchas de las referencias cruzadas. Aunque la narración no es lineal y resulta multidimensional, el lector puede así todo elegir leer la novela de manera lineal sin arriesgarse a malinterpretarla.
La inusual estructura ha llamado mucho la atención, y a menudo se cita como un ejemplo importante de metaficción; también la han considerado un poioumenon. La conexión entre Pálido Fuego e hipertexto fue afirmada pronto después de su publicación; en 1969, el investigador de tecnología de la información Ted Nelson obtuvo permiso de los editores de la novela para usarla en una demostración de hipertexto en la Universidad de Brown.
La interacción entre Kinbote y Shade tiene lugar en la pequeña ciudad universitaria de New Wye, Appalachia, donde viven al otro lado de la calle, de febrero a julio de 1959.  Kinbote escribe su comentario desde entonces hasta octubre de 1959, en una cabaña turística en la igualmente ficticia ciudad del Oeste de Cedarn, Utana. Ambos autores relatan muchos acontecimientos anteriores, los de Shade ocurridos principalmente en New Wye y Kinbote en New Wye y en Europa, especialmente la "distante tierra norteña" de Zembla.

## Sinopsis
El poema de Shade hace muchas descripciones de su vida a través de digresiones. El Canto 1 incluye sus primeros encuentros con la muerte y algunos detalles que él considera sobrenaturales. El Canto 2 es sobre su familia y el aparente suicidio de su hija, Hazel Shade. El Canto 3 se centra en la búsqueda de Shade de conocimiento sobre la vida después de la muerte, culminando en una "débil esperanza" en poderes más altos que están "jugando un juego de mundos" como indican algunas coincidencias aparentes. El Canto 4 ofrece detalles de la vida cotidiana de Shade y el proceso creativo, así como pensamientos sobre su poesía, que descubre que es una forma de entender el universo. 
En las contribuciones editoriales de Kinbote, narra tres historias entrelazadas entre sí. Una es su propia historia, especialmente lo que piensa de su amistad con Shade. Después de que Shade fue asesinado, Kinbote adquirió el manuscrito, incluyendo algunas variantes, y ha asumido la labor de supervisar la publicación del poema, diciendo a los lectores que sólo le falta el verso 1000. La segunda historia de Kinbote trata del rey Carlos II, "El Bienamado", el depuesto rey de Zembla. El rey Carlos escapó de la cárcel por revolucionarios sostenidos por los soviéticos, haciendo uso de un pasadizo secreto. Una y otra vez Kinbote pretende que él inspiró a Shade a escribir el poema relatándole la huida del rey Carlos y que posibles alusiones al rey, y a Zembla, aparecen en el poema de Shade, especialmente en los borradores rechazados. Sin embargo, no hay referencia explícita al rey Carlos en el poema. La tercera historia de Kinbote es la de Gradus, un asesino enviado por los nuevos gobernantes de Zembla para asesinar al exiliado rey Carlos. Gradus se abre paso desde Zembla por toda Europa y América hasta New Wye, sufriendo cómicos contratiempos. En la última nota, al desaparecido verso 1000, Kinbote narra cómo Gradus mató a Shade por error.  
El lector pronto se da cuenta de que Kinbote es el rey Carlos, viviendo de incógnito -o, aunque Kinbote construye una elaborada imagen de Zembla completa con ejemplos de una lengua construida, que él está loco y que su identificación con el rey Carlos es una ilusión, como quizá lo sea toda Zembla.
Nabokov dijo en una entrevista que Kinbote se suicidó después de terminar el libro.  El crítico Michael Wood ha afirmado que "Esto es un exceso del autor, y no debemos prestarlo atención," pero Brian Boyd ha argumentado que hay evidencias internas que apuntan al suicidio de Kinbote. Una de las anotaciones de Kinbote al poema de Shade (que se corresponde con la línea 493) trata el tema del suicidio con cierta extensión.

## Ediciones en España
- Pálido fuego (1977), Bruguera, S.A.
- Pálido fuego (1986), Editorial Anagrama, S.A.
- Pálido fuego (2009), Editorial Anagrama, S.A.